# Soy el primero
«Soy el primero» es el tercer sencillo oficial de la banda sonora de Isa TK+, donde aparecen por primera vez Reinaldo Zavarce como Álex y Ricardo Abarca como Sebastián presentando un video.

## Video
El video es una divertida parodia sobre con quién se va a quedar Isa. Alex y Sebastián compiten para saber quién tiene el mejor puntaje. Isa es la juez. En total son 3 jueces totalmente diferentes (todas son Isabella); una es muy estricta, la otra es muy feliz y generalmente le pone 10 a todo (luce como la Isa original) y otra es la glamurosa, la cual es bantante parecida a la feliz, solo que da puntajes bajos y lleva un perrito Chihuahua en brazos. Ellos compiten y muestran todo lo que saben hacer mientras Isa les da sus puntajes. A medida que avanza el video cambian de escenario donde salen ambos cantando el coro con guitarras. Al final del video Isa no escoge a ninguno de los dos, por lo que ambos se van abrazados como amigos.

## Promoción
El video se promocionó por televisión en enero de 2010, en Nickelodeon Latinoamérica, en Nick Turbo Archivado el 1 de febrero de 2009 en Wayback Machine.. Fue estrenado el 4 de enero de 2010.